# Уотсон, Роберт Тони
Сэр Роберт (Боб) Тони Уотсон (Robert (Bob) Tony Watson; род. 21 марта 1948) — британо-американский учёный-эколог, физикохимик, специалист в области наук об атмосфере и по глобальному потеплению. Профессор, доктор философии (1973), член Лондонского королевского общества (2011) и иностранный член Американского философского общества (2020). Рыцарь с 2012 года.
В 1997—2002 гг. председатель МГЭИК, экс-председатель IPBES.
Сотрудничал с НАСА (в 1980—1993), являлся советником по окружающей среде в Белом доме при президенте Б. Клинтоне (работал там в 1993—1996) и Всемирного банка (где сотрудничал с 1996 по 2007 год). Работал научным советником в британском правительстве.
Ныне профессор Университета Восточной Англии и стратегический директор Tyndall Centre.
Лауреат премии «Голубая планета» (2010), Champions of the Earth (2014).
Окончил Лондонский университет королевы Марии (бакалавр химии, 1969).
Степень доктора философии по химии получил в Лондонском университете в 1973 году. Специализировался как атмосферный химик. Проводил постдокторские штудии в Калифорнийском университете в Беркли и Мэрилендском университете.
В 1976-87 гг. научный сотрудник JPL.
C 1980 года также научный сотрудник НАСА.
С июля 1993 по апрель 1996 года ассоциированный директор по международной деятельности Управления научно-технической политики Белого дома.
С мая 1996 года старший научный сотрудник департамента окружающей среды Всемирного банка, который возглавил в июле 1997 года.
Во Всемирном банке сотрудничал по 2007 год, являлся его шеф-учёным.
В 2000—2005 гг. сопредседатель совета для Millennium Ecosystem Assessment.
Отмечен наградами НАСА, премией Национальной академии наук США за научный обзор (1992), AAAS Award for Scientific Freedom and Responsibility (1993), AAAS International Scientific Cooperation Award (2008). Компаньон Ордена Святых Михаила и Георгия (2003). Рыцарь с 2012 года за вклад в науку. Климатолог, он также занимался вопросами истощения озонового слоя и палеоклиматологией.